# 2016 SG58
2016 SG58 est un objet transneptunien faisant partie des objets détachés.

## Caractéristiques
2016 SG58 mesure environ 140 kilomètres de diamètre.